# Замятин, Пётр Павлович (музыкант)
Пётр Па́влович Замя́тин — советский и российский музыкант, скрипач. Солист, концертмейстер симфонического оркестра Государственной филармонии Алтайского края. Заслуженный артист Российской Федерации (1994).

## Образование
- Барнаульская детская музыкальная школа № 2[1][2].
- Новосибирская государственная консерватория им. Глинки по  классу  профессора  Матвея Борисовича Либермана[3].

## Биография
В  1982 году был приглашен на работу в симфонический оркестр Алтайской краевой филармонии. Почти сразу занял в оркестре место первого пульта скрипок.
Как солист-инструменталист исполнял с симфоническим оркестром Государственной филармонии Алтайского края:
- Скрипичный концерт Дмитрия Шостаковича
- Концерт для скрипки, фортепиано и оркестра Феликса Мендельсона
- Поэма Эрнеста Шоссона
- Интродукция  и  Рондо-каприччиозо  Камиля Сен-Санса
- пьесы  Жюля Массне, Петра Чайковского, Фрица Крейслера

Подготовил ряд  сольных  программ, в которых исполнил сонаты для скрипки и фортепиано  Вольфганга Амадея Моцарта, Иоганнеса Брамса, Эдварда Грига,  Феликса Мендельсона, Людвига ван Бетховена.